# Kajakken

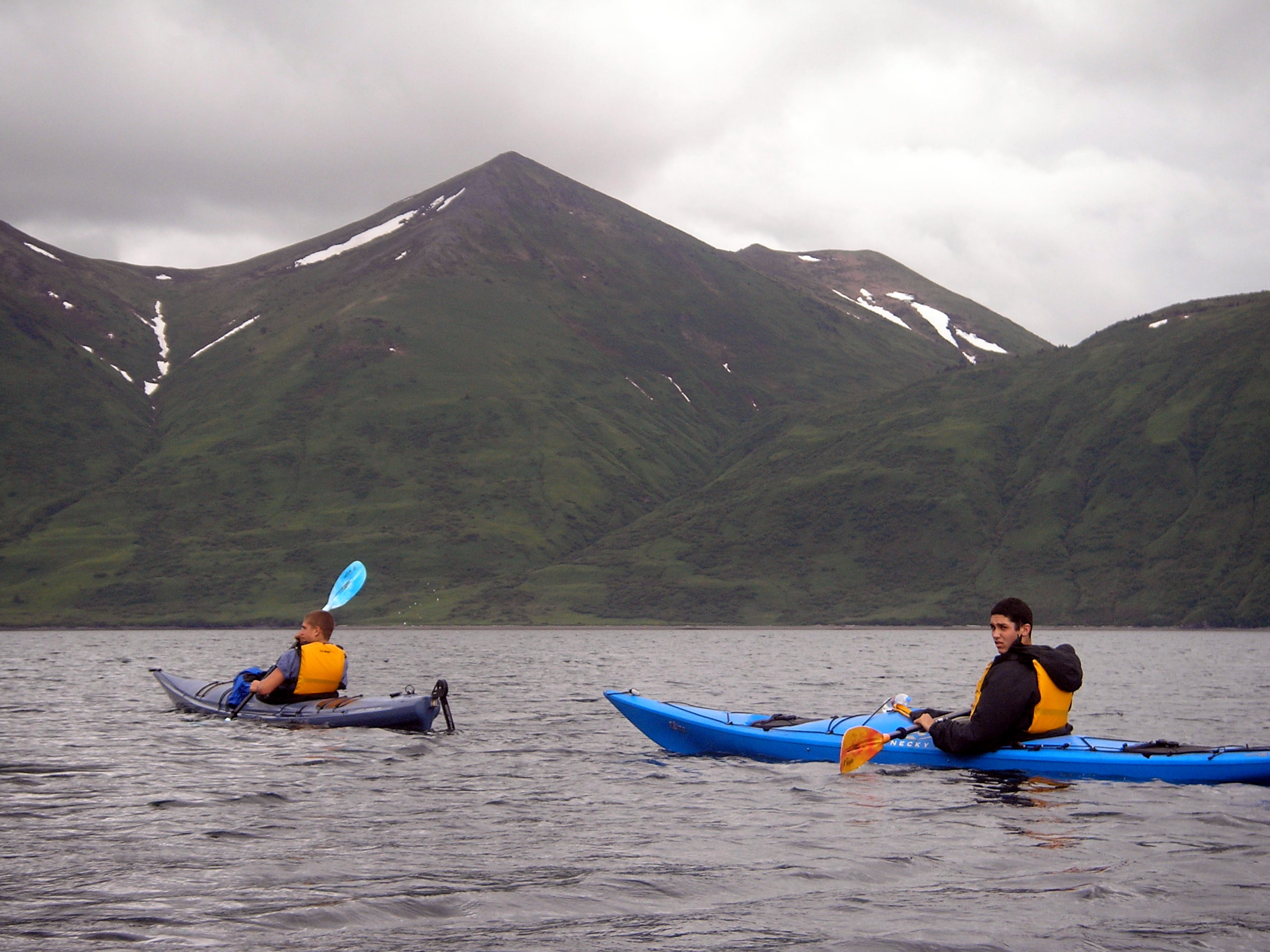
Kajakken.

Kajakken is gebruik maken van een kajak. Dit boottype is afgeleid van een door Eskimo's gebruikt type kano.
Men peddelt in een kajak met een dubbelbladige peddel. De vaarder beweegt afwisselend links en rechts van zijn kajak de peddelbladen door het water om zich voort te bewegen. De peddel wordt in de handen gehouden en is niet aan de boot verankerd zoals dat bij het roeien het geval is. De vaarder kijkt in de vaarrichting.
Wedstrijdkajaks zijn geklasseerd in een reeks K-boten, genummerd naar het aantal personen waarvoor het vaartuig bedoeld is:
- K1 staat voor eenpersoonskajak
- K2 voor tweepersoonskajak
- K4 voor vierpersoonskajak

Omdat kajak- en kanovaren aan elkaar zijn verwant zijn beoefenaars van beide watersporten in gemeenschappelijke verenigingen en verbonden georganiseerd.